# Argiope madang
Argiope madang là một loài nhện trong họ Araneidae.
Loài này thuộc chi Argiope. Argiope madang được Herbert Walter Levi miêu tả năm 1984.